# القدمة (الفجرة)

تعديل مصدري - تعديل

القدمة محلة تابعة لقرية رباط صالح، التابعة لعزلة الفجرة بمديرية النادرة إحدى مديريات محافظة إب في الجمهورية اليمنية، بلغ تعداد سكانها 49 حسب تعداد اليمن لعام 2004.